# Ariane Fortin

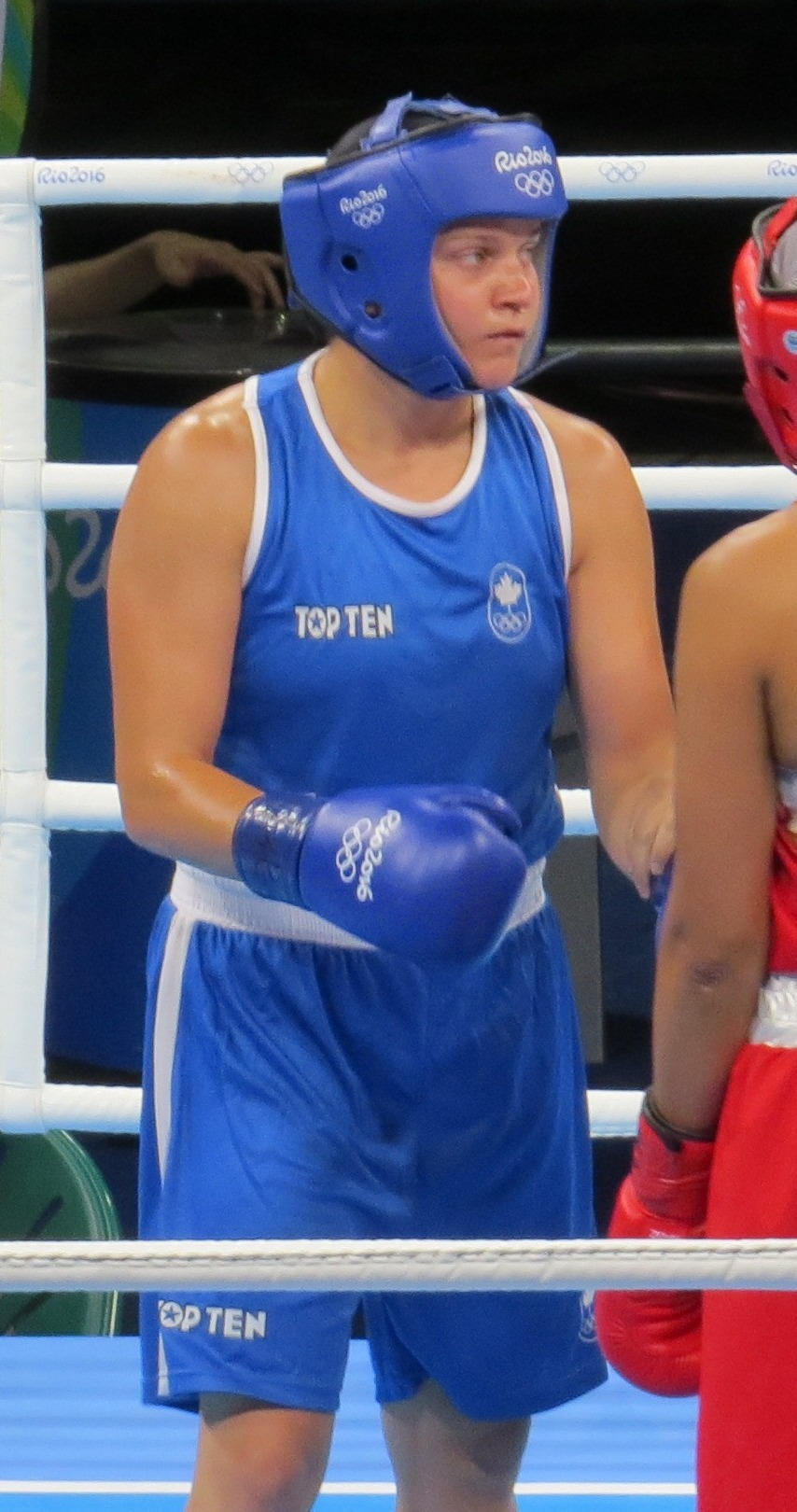
Ariane Fortin (2016)

Ariane Fortin (* 20. November 1984) ist eine kanadische Boxerin. Sie wurde 2006 und 2008 Weltmeisterin der Amateurinnen in der Gewichtsklasse bis 70 kg Körpergewicht.

## Werdegang
Ariane Fortin stammt aus St. Nicholas im Staate Quebec in Kanada und gehört dem Französisch sprechenden Teil der kanadischen Bevölkerung an. Sie begann im Jahre 2001 beim Olympic Boxing Club Levis mit dem Boxen. Die Studentin wird von Benoit Martel, Mike Moffa und Andrew Kulesza trainiert.
In den Jahren 2002 und 2003 belegte sie bei der kanadischen Meisterschaft der Frauen in der Gewichtsklasse bis 66 kg Körpergewicht jeweils den 2. Platz. Im Jahre 2004 wurde sie dann erstmals kanadische Meisterin in der Gewichtsklasse bis 70 kg Körpergewicht (KG). In dieser Gewichtsklasse folgten bis zum Jahre 2008 vier weitere kanadische Meistertitel. Nach einer Gewichtsklassenreform holte sie sich diesen Titel im Jahre 2009 im Weltergewicht (bis 69 kg KG) und im Jahre 2010 wurde sie kanadische Meisterin im Mittelgewicht und besiegte dabei die zweifache Weltmeisterin in der Gewichtsklasse bis 66 kg KG Mary Spencer nach Punkten (10:7).
Im Jahre 2004 startete sie erstmals in internationalen Ringen und gewann drei Boxturniere in Kansas City, in Cascia/Italien und in Hualien/Taiwan, jeweils in der Gewichtsklasse bis 70 kg KG. Bei den Pan Amerikanischen Meisterschaften 2005 in Buenos Aires gewann sie dann mit Siege nüber Nadja Santos aus Brasilien und über Tiffany Junot aus den Vereinigten Staaten ihren ersten Meistertitel bei einer internationalen Meisterschaft. Kurz danach startete sie bei der Weltmeisterschaft 2005 in Podolsk/Russland. Sie siegte dort über Karen O’Brien aus Australien (30:26) und Nurcan Çarkçı aus der Türkei (45:41) nach Punkten und stand im Finale der Russin Olga Slawinskaja gegenüber (Kl. bis 70 kg KG), gegen die sie eine Punktniederlage (22:37) hinnehmen musste und damit Vize-Weltmeisterin wurde.
Auch im Jahre 2006 siegte Ariane Fortin bei den Pan Amerikanischen Meisterschaften, die in diesem Jahr erneut in Buenos Aires stattfanden. Dabei besiegte sie in der Gewichtsklasse bis 70 kg KG Akima Stocks aus den Vereinigten Staaten (37:20) und Andreia Bandeira aus Brasilien (21:15) jeweils nach Punkten. Im November 2006 gelang ihr dann in New Delhi im Halbfinale der Weltmeisterschaft gegen Olga Slawinskaja die Revanche. Sie besiegte diese klar mit 22:11 Punkten und stand damit im Endkampf Akima Stocks gegenüber, die sie ebenfalls klar nach Punkten schlug (17:2). Sie war damit neue Weltmeisterin in der Gewichtsklasse bis 70 kg KG.
2007 siegte sie erneut bei den Pan Amerikanischen Meisterschaften in Duran/Ecuador. Sie besiegte dazu Jackie Davis aus den Vereinigten Staaten nach Punkten (23:2) und Andreaia Bandeira durch Abbruch i. d. 2. Runde. Weltmeisterschaften fanden in diesem Jahre keine statt. 2008 verlor Ariane Fortin beim Ahmet-Comert-Turnier in Istanbul im Endkampf gegen Irina Potejewa aus Russland nach Punkten (4:11), holte sich aber wenige Wochen später den Turniersieg beim Witch-Cup in Pécs, wo sie im Finale Nurcan Carkci durch Abbruch i. d. 1. Runde schlug. Bei der Weltmeisterschaft im November 2008 in Ningbo/Volksrepublik China gelang es ihr mit einem Abbruchsieg i. d. 1. Runde über Grace Parks aus den Vereinigten Staaten sowie Punktsiegen über Elena Wystropowa, Russland (13:3), Nuran Carkci (16:5) und der Lokalmatadorin Yang Tingting, China (11:6) ihren Erfolg von 2006 zu wiederholen und wiederum Weltmeisterin in der Gewichtsklasse bis 70 kg Körpergewicht zu werden.
Im März 2009 unterlag Ariane Fortin in der Weltergewichtsklasse (bis 69 kg KG) im Finale des Ahmet-Comert-Turniers erneut gegen Irina Potejewa nach Punkten (9:10). Sie siegte aber vier Monate später beim Internationalen Turnier in St. Petersburg im Finale in derselben Gewichtsklasse über Swetlana Kossowa aus Russland nach Punkten (15:4) und wurde damit Turniersiegerin. Siegerin wurde sie auch wieder im Oktober 2009 bei der Pan Amerikanischen Meisterschaft in Guayaquil. Dabei startete sie erstmals im Mittelgewicht (8 bis 75 kg KG). Sie besiegte dort Yenebier Guillen aus der Dom. Rep. durch Abbruch i. d. 2. Runde sowie über Roseli Feitosa, Brasilien (18:6) und Celinda Meija aus Ecuador (26:3) nach Punkten.
Im Jahre 2010 wechselte Ariane Fortin dann endgültig in das Mittelgewicht. Der Grund war, dass bei den Olympischen Spielen 2012 in London erstmals Wettbewerbe im Frauenboxen in den drei Gewichtsklassen Fliegengewicht (bis 51 kg KG), Leichtgewicht (bis 60 kg KG) und Mittelgewicht (bis 75 kg KG) stattfinden werden. Dies hat zur Folge, dass natürlich viele Boxerinnen versuchen, in diesen drei Gewichtsklassen heimisch zu werden. In Kanada wechselte aus diesem Grunde nicht nur Ariane Fortin in das Mittelgewicht, sondern auch die zweifache Weltmeisterin in der Gewichtsklasse bis 66 kg KG Mary Spencer. Diese beiden Boxerinnen standen sich dann 2010 im Endkampf um die kanadische Meisterschaft im Mittelgewicht gegenüber. Diesen Kampf gewann Ariane Fortin nach Punkten (10:7). Der kanadische Box-Verband setzte kurz nach dieser Meisterschaft noch eine Extra-Qualifikation für die kommenden internationalen Meisterschaften an, die in Halifax stattfand. In diesem Kampf siegte Mary Spencer über Ariane Fortin knapp nach Punkten (11:10). Mary Spencer vertrat daraufhin Kanada bei der Weltmeisterschaft in Bridgeport/Barbados und wurde prompt Weltmeisterin im Mittelgewicht. Ariane Fortin startete 2010 nur mehr beim Ladies-Nikolajew-City-Cup und schlug dabei dort im Halbfinale die russische Meisterin Inna Sagaidakowskaja (9:1) und im Finale die ukrainische Meisterin Lilija Durnejewa (9:4) jeweils klar nach Punkten.
Im Dezember 2010 standen sich Ariane Fortin und Mary Spencer bei der vorgezogenen kanadischen Meisterschaft für 2011 erneut im Finale des Mittelgewichts gegenüber. Dabei gewann Mary Spencer wieder nach Punkten (6:3). Der Kampf um die Fahrkarte zu den Olympischen Spielen 2012 zwischen Ariane Fortin und Mary Spencer ist aber noch nicht entschieden. Ariane Fortin wird sicherlich alles daransetzen, sich doch noch dafür zu qualifizieren.

## Internationale Erfolge
| Jahr | Platz | Wettbewerb                                       | Gewichtsklasse | Ergebnis |
| 2003 | 1.    | „Ringside“-Intern. Turnier in Kansas City        | bis 66 kg KG   | |
| 2004 | 1.    | Torneo Italie in Cascia/Italien                  | bis 70 kg KG   | vor Patrizia Pilo, Italien u. Vasilica Cotuno, Rumänien |
| 2004 | 1.    | „Ringside“-Intern. Turnier in Kansas City        | bis 70 kg KG   | |
| 2004 | 1.    | Intern. Turnier in Hualien/Taiwan                | bis 70 kg KG   | nach Punktsieg im Finale über Karen O’Brien, Australien |
| 2005 | 1.    | Pan Amerikanische Meisterschaft in Buenos Aires  | bis 70 kg KG   | nach Punktsieg über Nadja Santos, Brasilien (21:3) u. Abbruchsieg i. d. 1. Runde über Tiffany Junot, USA                                                         |
| 2005 | 2.    | Torneo Italia in Cascia                          | bis 70 kg KG   | nach Abbruchsieg i. d. 2. Runde über Emine Ozkan, Türkei u. Punktniederlage gegen Patrizia Pilo (46:47)                                                          |
| 2005 | 2.    | WM in Podolsk/Russland                           | bis 70 kg KG   | nach Punktsiegen über Karen O’Brien (30:26) u. NNurcan Çarkçı, Türkei (45:41) u. Punktniederlage gegen Olga Slawinskaja, Russland (22:37)                        |
| 2006 | 1.    | Pan Amerikanische Meisterschaft in Buenos Aires  | bis 70 kg KG   | nach Punktsiegen über Akima Stocks, USA (37:20) u. Andreaia Bandeira, Brasilien (21:15)                                                                          |
| 2006 | 1.    | Venus-Cup in Vejle/Dänemark                      | bis 70 kg KG   | nach Abbruchsieg i. d. 2. Runde über Anna Gladkitsch, Russland u. Punktsieg über Aswathy Mol Chenthital, Indien                                                  |
| 2006 | 1.    | WM in New Delhi                                  | bis 70 kg KG   | nach Punktsiegen über Natalia Ostroumowa, Israel, Aswathy Mol Chenthital (21:4), Olga Slawinskaja (22:11) u. Akima Stocks (17:2)                                 |
| 2007 | 5.    | Ahmet-Comert-Turnier in Istanbul                 | bis 75 kg KG   | nach Abbruchsieg i. d. 1. Runde über Jyotsana, Indonesien u. Punktniederlage gegen Marija Jaworskaja, Russland                                                   |
| 2007 | 1.    | „Ringside“-Intern. Turnier in Kansas City        | bis 70 kg KG   | |
| 2007 | 1.    | Pan Amerikanische Meisterschaft in Durán/Ecuador | bis 70 kg KG   | nach Punktsieg über Jackie Davis, USA (23:2) u. Abbruchsieg i. d. 2. Runde über Andreia Bandeira                                                                 |
| 2008 | 1.    | Ken-Gorf-Cup in Regina/Saskatchewan              | bis 75 kg KG   | nach Punktsieg über Alexandra de Hutten, Frankreich (28:3) |
| 2008 | 2.    | Ahmet-Comert-Turnier in Istanbul                 | bis 70 kg KG   | nach Punktsieg über Lilija Durnejewa, Ukraine (17:1) u. Punktniederlage gegen Irina Potejewa, Russland (4:11)                                                    |
| 2008 | 1.    | Witch-Cup in Pécs/Ungarn                         | bis 70 kg KG   | nach Abbruchsiegen i. d. 2. Runde über Ralica Ristowa, Bulgarien u. Martina Schmoranzowa, Tschechien u. i. d. 1. Runde über Nurcan Çarkçı                        |
| 2008 | 1.    | WM in Ningbo/Volksrepublik China                 | bis 70 kg KG   | nach Abbruchsieg i. d. 1. Runde über Grace Parks, USA u. Punktsiegen über Elena Wystropowa, Russland (13:3), Nurcan Çarkçı (16:5) u. Yang Tingting, China (11:6) |
| 2009 | 2.    | Ahmet-Comert-Turnier in Istanbul                 | Welter         | nach Abbruchsieg i. d. 2. Runde über Ewa Piatkowska, Polen u. Punktsieg über Dariga Schakimowa, Kasachstan (23:0) u. Punktniederlage gegen Irina Potejewa (9:10) |
| 2009 | 1.    | Intern. Turnier in St. Petersburg                | Welter         | nach Punktsiegen über Tatjana Iwatschenko, Ukraine (21:0), Dariga Schakimowa (17:3) u. Swetlana Kossowa, Russland (15:4)                                         |
| 2009 | 1.    | Pan Amerikanische Meisterschaft in Guayaquil     | Mittel         | nach Abbruchsieg i. d. 2. Runde über Yenebier Guillen, Dom. Rep. und Punktsiegen über Roseli Feitosa, Brasilien (18:6) u. Celinda Meija, Ecuador (26:3)          |
| 2010 | 1.    | Ladies-Nikolajew-City-Cup                        | Mittel         | nach Abbruchsieg i. d. 4. Runde über Birgit Reiban Oeksnes, Norwegen u. Punktsiegen über Inna Sagaidakowskaja, Russland (9:1) u. Lilija Durnejewa (9:4)          |

## Kanadische Meisterschaften
| Jahr | Platz | Gewichtsklasse | Ergebnis                                                           |
| 2002 | 2.    | bis 66 kg KG   |                                                                    |
| 2003 | 2.    | bis 66 kg KG   |                                                                    |
| 2004 | 1.    | bis 70 kg KG   |                                                                    |
| 2005 | 1.    | bis 70 kg KG   | nach Abbruchsieg i. d. 2. Runde im Finale über Jennifer Purper     |
| 2006 | 1.    | bis 70 kg KG   | nach Abbruchsieg i. d. 1. Runde im Finale über Gabrielle Deschenes |
| 2007 | 1.    | bis 70 kg KG   | nach Punktsieg im Finale über Gabrielle Deschenes (19:3)           |
| 2008 | 1.    | bis 70 kg KG   | nach Abbruchsieg i. d. 2. Runde im Finale über Marianne Millar     |
| 2009 | 1.    | Welter         | nach Abbruchsieg i. d. 1. Runde im Finale über Johanne Langlois    |
| 2010 | 1.    | Mittel         | nach Punktsieg im Finale über Mary Spencer (10:7)                  |
| 2011 | 2.    | Mittel         | nach Punktniederlage im Finale gegen Mary Spencer (3:6)            |

## Erläuterungen
- WM = Weltmeisterschaft
- KG = Körpergewicht
- Weltergewicht, bis 69 kg, Mittelgewicht, bis 75 kg Körpergewicht
- bis zum Jahre 2008 gab es im Frauenboxen bis zu 15 Gewichtsklassen. Bei einer Gewichtsklassen-Reform durch die AIBA wurden diese auf 10 Gewichtsklassen verringert und weitgehend denen der Männer angeglichen, dabei wurden auch die Bezeichnungen übernommen